# おおらいやすこ
おおらい やすこ（1978年1月27日 - ）は、日本の女性声優。旧芸名は徃頼 保子（読みは同じ）。兵庫県神戸市出身。プランダス所属。

## 略歴
日本ナレーション演技研究所、ヴォアレーヴ出身。
2008年5月1日付けで徃頼 保子からおおらい やすこに改名。
同年6月30日まではアイムエンタープライズに所属していた。

## 人物
方言は関西弁。
趣味は音楽鑑賞、映画鑑賞、空の絵を描くこと。特技は陸上競技。
資格は簿記2級 情報処理3級、コンピューター利用技術3級。
好きな言葉は「Life is beautiful」。

## 出演作品

### 吹き替え
- アラーム・フォー・コブラ11（スザンヌ）
- ER緊急救命室
  - シーズンⅨ #14（ミッシー〈アリー・マキ〉）
  - シーズンXI #15（エリン・ショアー〈カムリン・グライムズ〉）
  - シーズンXIII - XV（ドーン・アーチャー〈エンジェル・ラケタ・ムーア〉）
- エアポート ユナイテッド93（エリザベス）
- エリザベス1世 〜愛と陰謀の王宮〜（アン（侍女） 他）
- エリザベス:ゴールデン・エイジ（アネット）
- シャクルトン（英語版）（マーシー）
- トルク（ニーナ）
- ハッピーウェディング（ジャニス）
- ベアーズキス（ローラ）
- ワンダフルファミリー（ベロニク）

### ドラマCD
- 3時から恋をする（竹井美穂）
- 8時半からフォーリン・ラブ（竹井美穂）
- 真夏の被害者

### 音声ガイド
- 朝日新聞120周年記念 西遊記シルクロード展オーディオドラマ「三蔵法師への道」

### 舞台
- 樹の下にはいつも想い出が…（若きジェルメール）
- あるジーサンに線香を（2012年4月20日 - 28日、三越劇場・中日劇場）

### テレビドラマ
- 環境超人エコガインダーOX（2012年1月13日 - 、キッズステーション） - 武田美咲 役
- 焼肉プロレス（2019年、テレビ大阪） - 宝條愛子 役